# Mastrus subspinosus
Mastrus subspinosus är en stekelart som först beskrevs av Léon Abel Provancher 1882.  Mastrus subspinosus ingår i släktet Mastrus och familjen brokparasitsteklar. Inga underarter finns listade i Catalogue of Life.